# Robert Vaden
Robert Vaden (* 3. März 1985) ist ein US-amerikanischer professioneller Basketballspieler. Zur Saison 2012/2013 wechselte Vaden nach Deutschland und unterzeichnete einen Vertrag bei den Telekom Baskets Bonn.
Der 1,96 m große Vaden verbrachte seine College-Zeit zunächst an der Indiana University Bloomington, für die er von 2004 bis 2006 auflief. Im Sommer 2006 folgte Vaden seinem Coach an die University of Alabama at Birmingham. Dort musste er zunächst nach den Regularien eine Saison aussetzen und spielte aktiv von 2007 bis 2009 für das Team der Universität. 
Nachdem er mit guten Statistiken auf sich aufmerksam gemacht hatte, wurde Vaden im NBA-Draft 2009 von den Charlotte Bobcats an der 54. Stelle ausgewählt. Von den Bobcats wurde er aber umgehend zu den Oklahoma City Thunder transferiert. Dort erhielt er jedoch keinen Vertrag und wechselte erstmals nach Europa und ging 2009/2010 in der zweiten italienischen Liga für Aget Imola auf Korbjagd.
Nach einem Jahr in Europa versuchte Vaden erneut den Sprung in die NBA und lief für die Thunder in der NBA Summer League auf. Er erhielt jedoch erneut keinen Vertrag und wechselte in die NBA Development League zu den Tulsa 66ers. Nachdem auch im Sommer 2011 der Sprung in die NBA misslang, wechselte Vaden erneut nach Europa und lief für BK Nitra auf. Nach Vertragsende in der Slowakei lief Vaden für den Rest der Saison erneut für die Tulsa 66ers in der NBA Development League auf.
Nach weiteren Auftritten in der NBA Summer League 2012 wechselte Vaden zur Saison 2012/2013 nach Deutschland und erhielt einen Vertrag bis 2013 bei den Telekom Baskets Bonn. Nachdem bei einem Routinetest erhöhte THC-Werte festgestellt wurden, trennten sich die Telekom Baskets Bonn am 26. April 2013 von Vaden.
Zur Saison 2013/2014 blieb Vaden in Europa und schloss sich dem Team Belfius Mons-Hainaut aus Belgien an. Während der Sommerpause 2014 präsentierte sich Vaden im Trainingscamp der San Antonio Spurs, erhielt jedoch keinen Vertrag für die Saison 2014/2015. Vaden wechselte daraufhin erneut in die NBA Development League zu den Bakersfield Jam. 